# Club Deportivo Filanbanco
Club Deportivo Filanbanco was een professionele voetbalclub uit de stad Guayaquil in Ecuador, die zijn thuiswedstrijden destijds speelde in het Estadio Modelo.
De club werd opgericht op 29 januari 1979 door Don Nahim Isaias Barquet, de directeur van een van de grootste banken in Ecuador, de Filanbanco. Na bijna twaalf jaar werd de club opgedoekt en ging de licentie van Filanbanco naar Valdez Sporting Club. De beste prestatie van de club was de tweede plaats, behaald in 1987, in de hoogste afdeling van het Ecuadoraanse profvoetbal, de Campeonato Ecuatoriano de Fútbol.

## Erelijst
- Campeonato Ecuatoriano

Runner-up (1): 1987

## Bekende (oud-)spelers
- Stony Batioja
- Freddy Bravo
- Luis Capurro
- Álex Cevallos
- Hamilton Cuvi
- Jacinto Espinoza
- Fricson George
- Wilson Macías
- Lupo Quiñónez
- Osvaldo Vargas
- José Villafuerte
- Hjalmar Zambrano